# Mark Petchey
Mark Petchey, né le 1er août 1970 à Loughton, est un ancien joueur de tennis professionnel britannique.
Il a gagné un titre en double à Nottingham en 1996 avec Danny Sapsford et a participé à une autre finale.
Il a été l'entraîneur d'Andy Murray au début de sa carrière, mais aussi de Silvija Talaja et de Tina Pisnik.

## Palmarès

### Titre en double (1)
| No | Date       | Nom et lieu du tournoi                     | Catégorie    | Surface      | Partenaire     | Finalistes             | Score         |  |
| -- | ---------- | ------------------------------------------ | ------------ | ------------ | -------------- | ---------------------- | ------------- |  |
| 1  | 24/06/1996 | Tournoi de tennis de Nottingham Nottingham | World Series | Gazon (ext.) | Danny Sapsford | Neil Broad Piet Norval | 6-7, 7-6, 6-4 |  |

### Finale en double (1)
| No | Date       | Nom et lieu du tournoi                       | Catégorie    | Surface    | Vainqueurs                  | Partenaire     | Score    |  |
| -- | ---------- | -------------------------------------------- | ------------ | ---------- | --------------------------- | -------------- | -------- |  |
| 1  | 22/08/1994 | Tournoi de tennis de Long Island Long Island | World Series | Dur (ext.) | Olivier Delaitre Guy Forget | Andrew Florent | 6-4, 7-6 |  |

## Parcours dans les tournois duGrand Chelem

### En simple
| Année | Open d'Australie | Open d'Australie | Internationaux de France | Internationaux de France | Wimbledon       | Wimbledon     | US Open         | US Open       |
| ----- | ---------------- | ---------------- | ------------------------ | ------------------------ | --------------- | ------------- | --------------- | ------------- |
| 1988  | —                | —                | —                        | —                        | 1er tour (1/64) | H. Moraing    | —               | —             |
| 1989  | —                | —                | —                        | —                        | 2e tour (1/32)  | N. Fulwood    | —               | —             |
| 1990  | —                | —                | —                        | —                        | 1er tour (1/64) | P. Chamberlin | —               | —             |
| 1991  | —                | —                | —                        | —                        | 2e tour (1/32)  | P. Kühnen     | —               | —             |
| 1992  | —                | —                | —                        | —                        | 2e tour (1/32)  | M. Rosset     | —               | —             |
| 1993  | —                | —                | —                        | —                        | 2e tour (1/32)  | J. Hlasek     | —               | —             |
| 1994  | —                | —                | —                        | —                        | 1er tour (1/64) | J. Björkman   | 2e tour (1/32)  | T. Woodbridge |
| 1995  | 1er tour (1/64)  | R. Vašek         | —                        | —                        | 1er tour (1/64) | M. Wilander   | 1er tour (1/64) | M. Ondruska   |
| 1996  | —                | —                | —                        | —                        | 2e tour (1/32)  | C. Pioline    | —               | —             |
| 1997  | —                | —                | —                        | —                        | 3e tour (1/16)  | Bo. Becker    | —               | —             |
| 1998  | —                | —                | —                        | —                        | 1er tour (1/64) | M. Gustafsson | —               | —             |

N.B. : à droite du résultat se trouve le nom de l'ultime adversaire.

### En double
| Année | Open d'Australie             | Open d'Australie        | Internationaux de France     | Internationaux de France | Wimbledon                     | Wimbledon                    | US Open                     | US Open              |
| ----- | ---------------------------- | ----------------------- | ---------------------------- | ------------------------ | ----------------------------- | ---------------------------- | --------------------------- | -------------------- |
| 1988  | —                            | —                       | —                            | —                        | 1er tour (1/32) C. Bailey     | J. Bates P. Lundgren         | —                           | —                    |
| 1989  | —                            | —                       | —                            | —                        | —                             | —                            | —                           | —                    |
| 1990  | —                            | —                       | —                            | —                        | 2e tour (1/16) D. Sapsford    | G. Forget J. Hlasek          | —                           | —                    |
| 1991  | —                            | —                       | —                            | —                        | 1er tour (1/32) D. Ison       | S. Patridge J. Rive          | —                           | —                    |
| 1992  | —                            | —                       | —                            | —                        | 1er tour (1/32) D. Ison       | M. Schapers D. Vacek         | —                           | —                    |
| 1993  | —                            | —                       | —                            | —                        | 1er tour (1/32) A. Foster     | H. J. Davids P. Norval       | —                           | —                    |
| 1994  | —                            | —                       | —                            | —                        | 2e tour (1/16) T. Henman      | M.-K. Goellner I. Kafelnikov | —                           | —                    |
| 1995  | 2e tour (1/16) V. Flégl      | N. Broad G. Van Emburgh | 1er tour (1/32) M. Tillström | G. Muller D. Visser      | 1er tour (1/32) C. Wilkinson  | J. Eltingh P. Haarhuis       | —                           | —                    |
| 1996  | —                            | —                       | —                            | —                        | 2e tour (1/16) D. Sapsford    | G. Forget J. Hlasek          | 1er tour (1/32) D. Sapsford | K. Jones C. Woodruff |
| 1997  | 2e tour (1/16) A. Richardson | R. Leach J. Stark       | 1er tour (1/32) D. Rikl      | S. Lareau A. O'Brien     | 1er tour (1/32) A. Richardson | B. MacPhie G. Muller         | —                           | —                    |
| 1998  | —                            | —                       | —                            | —                        | 1er tour (1/32) N. Gould      | I. Kafelnikov D. Vacek       | —                           | —                    |

N.B. : le nom du ou de la partenaire se trouve sous le résultat ; le nom des ultimes adversaires se trouve à droite.